# Municipio de Caln
El municipio de Caln (en inglés: Caln Township) es un municipio ubicado en el condado de Chester en el estado estadounidense de Pensilvania. En el año 2000 tenía una población de 11 916 habitantes y una densidad poblacional de 525,3 personas por km².

## Geografía
El municipio de Caln se encuentra ubicado en las coordenadas 39°59′51″N 75°46′09″O / 39.99750, -75.76917.

## Demografía
Según la Oficina del Censo en 2000 los ingresos medios por hogar en la localidad eran de $60 198 y los ingresos medios por familia eran de $65 520. Los hombres tenían unos ingresos medios de $43 169 frente a los $33 193 para las mujeres. La renta per cápita de la localidad era de $25 494. Alrededor del 5,0% de la población estaba por debajo del umbral de pobreza.